# Helmer Johansson
Johan Helmer Johansson, född 12 april 1895 i Umeå landsförsamling, Västerbottens län, död där 23 juli 1955, var en svensk hemmansägare och riksdagspolitiker.
Johansson tillhörde bondeförbundet och var mandatperioden 1937–1940 riksdagsledamot i andra kammaren där han representerade sitt parti i valkretsen Västerbottens län. Han återkom till riksdagen för en period 1945–1955.